# Binjai Serbangan
Binjai Serbangan is een bestuurslaag in het regentschap Asahan van de provincie Noord-Sumatra, Indonesië. Binjai Serbangan telt 14.890 inwoners (volkstelling 2010).